# 鎌髭

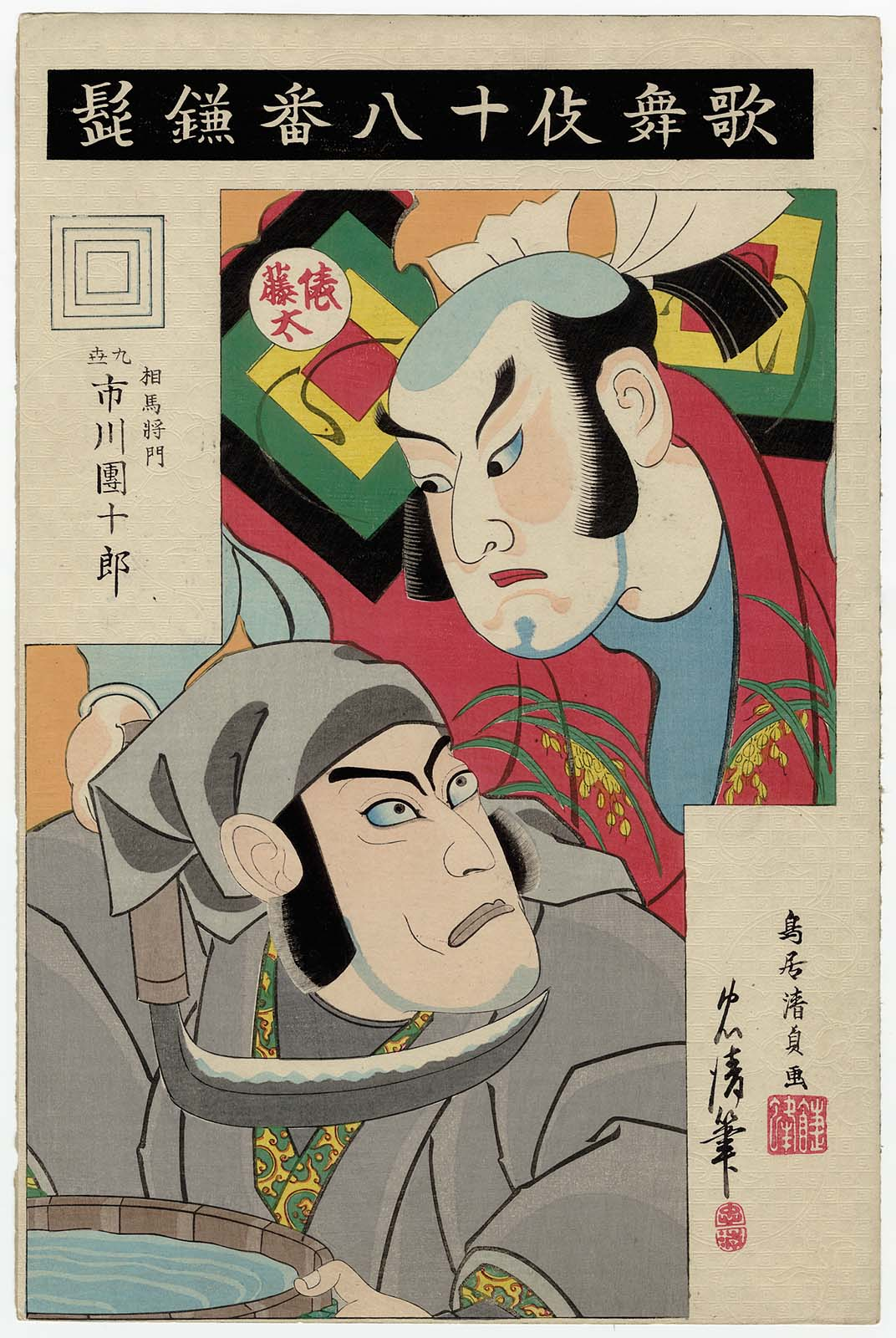
九代目市川團十郎の相馬将門
（鳥居清貞・壽雙々忠清画）

鎌髭 (かまひげ)は、歌舞伎十八番の一つ。

## 概要
鍛冶屋四郎兵衛（実は三保谷四郎）が修行者快哲(実は景清)の首を鎌で切ろうとするが景清は不死身で切れないと言う不思議な内容。
安永3年4月(1774年5月) 中村座で四代目市川團十郎が初演されたが、当時の台本は失われており、この物語は、詳細は不明。1910年（明治43年）に二代目市川段四郎と二代目市川猿之助が、明治に竹柴金作の書いた台本で復活上演した。桜田治助作の「御誂染曾我雛形（おあつらえぞめそがのひながた）」の二番目の大切（おおぎり）が原形といわれる。その一場面を描いた壽雙々忠清（十四世長谷川勘兵衛）の浮世絵があり、俵藤太秀郷が鎌で平将門の髭を剃ろうとみせかけて、首を切ろうとしている風情を描いている。なお、快哲は、五代目団十郎の当たり役とされた。近年十一代目市川海老蔵によって上演されている。